# Briesen (Gerswalde)

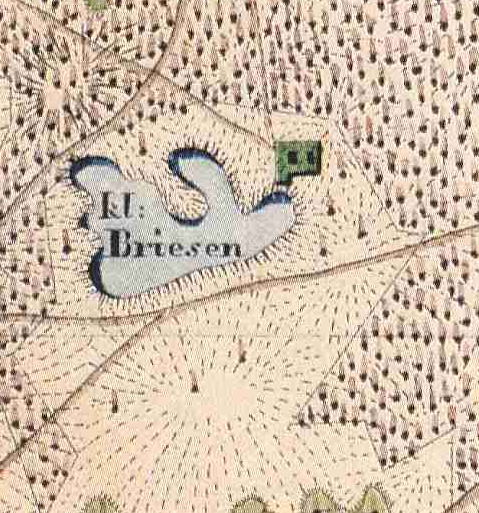
Briesen auf dem Urmesstischblatt 2848 Gerswalde von 1826 (das Fischerhaus)

Briesen ist ein Gemeindeteil von Gerswalde im Landkreis Uckermark (Brandenburg). Der Ort entstand aus einem Fischerhaus, das 1825 erstmals genannt wird. 1842 wurde ganz in der Nähe ein Vorwerk des Rittergutes Gerswalde neu angelegt.

## Lage
Briesen liegt knapp sechs Kilometer südwestlich von Gerswalde und etwas über 3,5 Kilometer nordöstlich von Milmersdorf. Es ist über kleine Verbindungsstraßen von Krohnhorst und über Neudorf/Achimswalde zu erreichen. Westlich des Ortskern liegt der Kleine Briesensee, südlich des Ortskern ein weiterer kleiner Teich. Die kleine Siedlung liegt auf etwa 72 m ü. NHN. Briesen hat keine eigene Gemarkung, sondern gehört zur Gemarkung Krohnhorst und Friedenfelde. Die Straßenbezeichnungen lauten heute Ort Krohnhorst 26 bis 34. Zwei Häuser südlich der Ost-West verlaufenden Straße liegen auf der Gemarkung Friedenfelde und haben die Hausnummern Ort Neudorf 13 und 14.

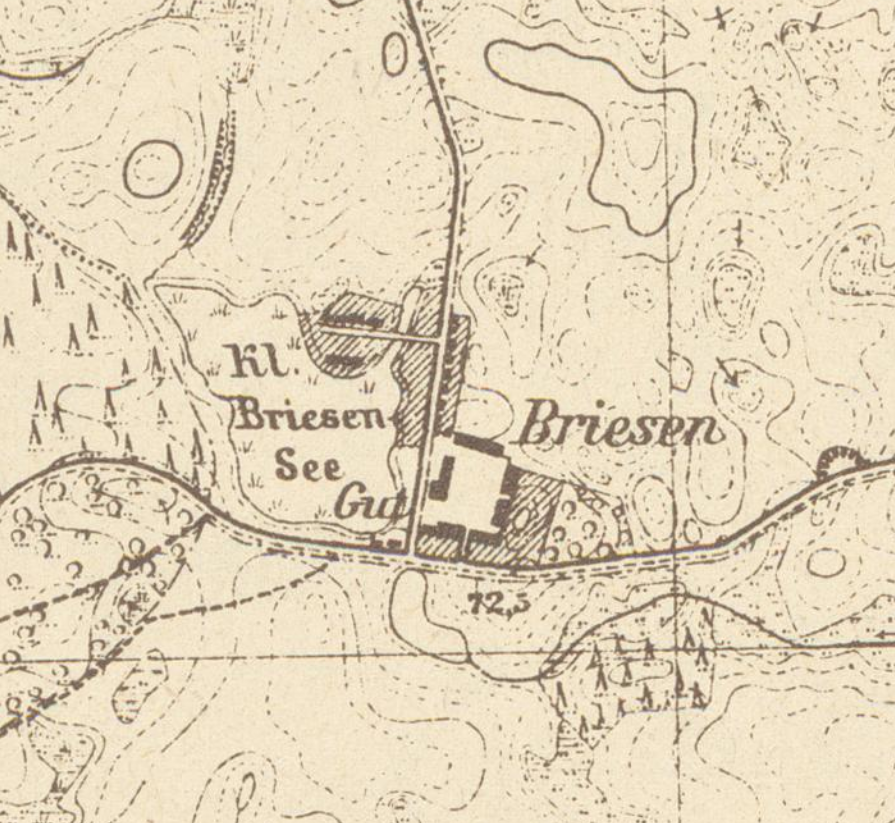
Briesen auf dem Messtischblatt 2848 Gerswalde von 1882

## Geschichte
1605 wird unter den Holzungen der von Arnim zu Fredenwalde die Kavel Briesen am Weg von Milmersdorf nach Gerswalde erwähnt. 1713 erscheint die Kavel Briesen in einem Teilungsrezess der von Arnim. 1825 ist nun zum ersten Mal von einem Etablissement am Kleinen Briesensee die Rede. Vermutlich war es ein Fischerhaus. 1842 erging eine Meldung an die Ritterschaft zur Eintragung des neueingerichteten Vorwerks Briesen in die Rittergutsmatrikel des Kreises Templin, darunter auch Briesen. 1858 wird berichtet, dass Briesen als Ackergut seit 1844 besteht, als Fischerhaus dagegen schon sehr viel länger. 1860 standen in der nun schon größeren Siedlung bereits 12 Wohnhäuser und 24 Wirtschaftsgebäude.
Der Name Briesen (für die Siedlung) ist ein Gewässername, nach dem Kleinen Briesensee. Der Name ist slawischen Ursprungs, nach altpolabisch *Brez'n- zu breza = Birke.

### Besitzgeschichte
Wann das Fischerhaus angelegt wurde, ließ sich bisher nicht klären. Sehr wahrscheinlich geschah dies noch unter Carl Ludolf Bernhard von Arnim, dem das Rittergut Gerswalde zu dieser Zeit gehörte. Carl Ludolf Bernhard war Königlich Preußischer Regierungspräsident in Minden, Geheimrat und Abgeordneter des Preußischen Landtags. Er starb am 22. November 1828 in Gerswalde.
Ihm folgte sein Sohn Friedrich Wilhelm Karl von Arnim (1786–1852) im Besitz von Gerswalde nach. Er war in erster Ehe mit Wilhelmine Sophie Carlotte von Arnim, in zweiter Ehe mit Dorothea Carlotte Maaß verheiratet. Von seinen elf Kinder starben viele sehr jung oder hatten keine Nachkommen. Lediglich drei Kinder, zwei Töchter und ein Sohn waren verheiratet und hatten Kinder. Friedrich Wilhelm Carl von Arnim war von 1817 bis 1831 Landrat des Kreises Templin und von 1831 bis 1832 Polizeipräsident von Berlin. Danach widmete er sich der Bewirtschaftung seiner Güter. Unter seiner Ägide wurden die Vorwerke Krohnhorst und Briesen aufgebaut. Das vormals vorhandene Fischerhaus wurde vermutlich abgerissen oder anderweitig genutzt; jedenfalls ist von einem Fischerhaus später keine Rede mehr. Nach der nicht ganz exakten Darstellung des auf dem Urmesstischblatt von 1826 lag das Fischerhaus nördlich des Kleinen Briesen Sees, etwa an der Stelle der Häuser Ort Krohnhorst 26 und 27. Friedrich Wilhelm Carl von Arnim starb am 3. Mai 1852 in Gerswalde.
Der einzige überlebende Sohn Arthur Felix Carl von Arnim (1825–1883) erbte nun Gerswalde und Herrenstein sowie die unter seinem Vater aufgebauten Vorwerke Krohnhorst und Briesen. Er war mit Franziska Henriette Herbig verheiratet. Arthur Felix Carl von Arnim war Mitglied des preußischen Abgeordnetenhauses. Unter ihm wurde Briesen weiter ausgebaut. 1860 standen in Briesen schon 12 Wohngebäude und 24 Wirtschaftsgebäude, der Ort hatte schon 97 Einwohner. Im Vorwerk wurden 31 Pferde, 48 Stück Rindvieh und 600 Schafe gehalten. Leider ist keine Flächengröße angegeben.
1871 standen in Briesen zehn Wohngebäude und der Ort hatte 67 Einwohner Nach den Angaben im Generaladressbuch von 1879 hatte das Vorwerk Briesen eine Gesamtgröße von 329,90 ha, davon waren 249,80 ha Acker, 49,53 ha Wiesen, 8,57 ha Hutung, 0,75 ha Wald und 21,31 ha Wasser. Der Grundsteuerreinertrag ist mit 3745 Mark angegeben. Verwaltet wurde das Vorwerk Briesen von Oberamtmann Franz Malchin. Arthur von Arnim wohnte in Charlottenburg, damals noch bei Berlin gelegen.
Im Handbuch des Grundbesitzes im Deutschen Reiche von 1885 ist die Gesamtgröße etwas abweichend mit 357 ha angegeben, davon 255 ha Acker, 40 ha Wiesen, 9 ha Weiden, 1 ha Wald, 7 ha Oedland und 45 ha Wasser. Der Grundsteuerreintrag ist hier mit 3746 Mark beziffert. Franz Malchin war immer noch Administrator des Vorwerkes Briesen. Unter der Rubrik Züchtung spezieller Viehraçen und Verwerthung des Viehstandes ist Milchwirtschaft und Schäferei angegeben.
1883 war Arthur von Arnim gestorben und hatte das Rittergut Gerswalde mit den Vorwerken Herrenstein, Krohnhorst und Briesen seinem Sohn Felix Wilhelm Friedrich von Arnim (1862–1919) hinterlassen. Allerdings waren die Erbauseinandersetzungen mit den Geschwistern erst 1894 abgeschlossen. Felix Wilhelm Friedrich von Arnim war schon 1871 im Alter von neun Jahren in das Kadettenkorps in Potsdam eingetreten. 1882 wurde er schon zum Leutnant befördert. Auch nachdem er nun 1894 Besitzer von Gerswalde geworden war, blieb er beim Militär und schied erst 1904 im Rang eines Major aus. 1911 wurde er Königlich Preußischer Kammerherr. Er war mit der Deutsch-Amerikanerin Emily Schalk verheiratet. Nachdem das Paar ab 1904 hauptsächlich in Gerswalde wohnte, wurde das Gerswalder Herrenhaus umfassend umgebaut.
Handbuch des Grundbesitzes im Deutschen Reiche von 1896 gibt wiederum abweichende Zahlen an, 335,45 ha Gesamtgröße, davon 249,60 ha Acker, 48,50 ha Wiesen, 8,60 Weiden, 1 ha Wald, 6,45 ha Oedland und 21,30 ha Wasser, Grundsteuerreinertrag 3735 Mark, Franz Malchin ist nun nicht mehr Verwalter, sondern Pächter des Vorwerkes Briesen. Die Angaben im Handbuch des Grundbesitzes im Deutschen Reiche von 1903 sind identisch. Als Besitzer ist nun der Rittmeister Felix von Arnim genannt. Nach dem Handbuch des Grundbesitzes im Deutschen Reiche von 1910 war das Vorwerk Briesen nun an einen Beussel verpachtet.
Als der Pachtvertrag 1910 auslief, verlängerte Felix von Arnim ihn nicht mehr. Ein großer Teil des Areals wurde mit Eichen aufgeforstet. In Niekammer's Güter-Adreßbuch für die Provinz Brandenburg für 1914 ist die Gesamtgröße mit 376 ha angegeben, davon waren 87 ha Acker, 25 ha Wiesen, 25 ha Weiden, 200 ha Wald, 4 ha Unland und 45 ha Wasser. Der Tierbestand belief sich auf 17 Pferde, 33 Stück Rindvieh, davon 10 Kühe und 20 Schweine. Der Grundsteuerreinertrag belief sich auf 3765 Mark. Verwalter von Briesen war ein Inspektor Nusche.
Am 2. Mai 1919 starb Felix von Arnim in Gerswalde an einem Herzschlag und wurde in der neu angelegten Familiengrabstätte im Park des Gutes in Gerswalde beigesetzt. Der Besitz war zu dieser Zeit schuldenfrei. Sein Sohn Adolf Oswald führte jedoch einen für seine Verhältnisse zu aufwendigen Lebensstil und verlor auch durch Betrüger sehr viel. 1926 ging der total überschuldete Besitz an die Landgesellschaft Eigene Scholle mit Sitz in Frankfurt (Oder) über. Lediglich die Gerswalder Dampfmühle mit 16 ha Land verblieb im Besitz von Adolf Oswald von Arnim.
Nach dem Verkauf siedelte die Landgesellschaft Bauern, die zwischen 30 und 80 Morgen Land erhielt. Nach dem Krieg bildete sich bis 1958 eine LPG mit 12 Mitgliedern und 121 ha landwirtschaftlicher Nutzfläche. 1960 hatte die LPG 26 Mitgliedern und bewirtschaftete 174 ha Land. 1969 erfolgte der Anschluss der LPG Typ I in Krohnhorst an die LPG Typ III Briesen.
| Jahr      | 1858 | 1871 | 1895 | 1925 |
| Einwohner | 97   | 67   | 83   | 35   |

## Kommunale Geschichte
Briesen gehörte bei seiner ersten Nennung bzw. seiner Umwandlung in ein Vorwerk zum Kreis Templin der Provinz Brandenburg, der bis 1952 in dieser Form Bestand hatte. In der Kreisreform von 1952 in der damaligen DDR wurde der Kreis Templin neu zugeschnitten und administrativ dem Bezirk Neubrandenburg zugeordnet. In der Brandenburgischen Kreisreform von 1993 wurden die drei Kreise Angermünde, Prenzlau und Templin mit nur kleineren Grenzkorrekturen zum Landkreis Uckermark vereinigt.
Briesen war zunächst ein Firscherhaus und wurde 1842 als Vorwerk des Rittergutes Gerswalde neu eingerichtet. Etwa seit Mitte des 19. Jahrhunderts gehörten die Vorwerke Herrenstein, Krohnhorst und Briesen zum Gutsbezirk Gerswalde. 1874 wurde der Gutsbezirk Gerswalde mit Briesen, Herrenstein, Krohnhorst und Neutanger dem Amtsbezirk 4 Gerswalde des Kreises Templin zugewiesen. Amtsvorsteher war Arthur Felix Carl von Arnim auf Gerswalde, sein Stellvertreter Amtmann Kolbe in Krohnhorst. 1881 und 1897 bildete Briesen einen eigenen Gutsbezirk. 1928 wurde der Gutsbezirk Briesen und ein Teil des Gutsbezirks Herrenstein mit dem Gutsbezirk Krohnhorst zur Gemeinde Krohnhorst vereinigt. Briesen war 1931 und 1950 ein Wohnplatz von Krohnhorst. 1971 hatte Briesen den Status eines Ortsteils von Krohnhorst. Zum 31. Dezember 2001 schlossen sich Friedenfelde, Gerswalde, Groß Fredenwalde, Kaakstedt und Krohnhorst zur neuen Gemeinde Gerswalde zusammen. Krohnhorst und Briesen sind heute Gemeindeteile von Gerswalde.